# Paramount Theatre (Washington)
Das Paramount Theatre ist eine US-amerikanische Theater- und Musikbühne, die 1928 im Stadtzentrum von Seattle, Washington, eröffnet wurde.

## Geschichte
Das Theater wurde am 1. März 1928 in der Pine-Street 901 eröffnet. Auftraggeber waren Paramount Pictures, als Architekten fungierten die Gebrüder Rapp & Rapp aus Chicago. Zunächst lag der Schwerpunkt auf Kino-Vorstellungen und es gab nur zeitweise Bühnen-Auftritte.
In den 1960er Jahren war der Betrieb nicht mehr konkurrenzfähig und das Gebäude wurde geschlossen. Von 1971 bis 1987 war die Stätte mit wechselhaftem Erfolg als Konzert- und Musicalbühne im Einsatz.
1993 wurde das Theater von der Microsoft-Vizepräsidentin Ida Cole gekauft und umfassend renoviert. Seit der Wiedereröffnung 1995 fungiert das Theater als Konzert- und Entertainment-Bühne.

## Ausstattung
Das Theater verfügt über 2800 Sitzplätze. Der Saal ist im Stil der Beaux-Arts-Architektur gestaltet und verfügt über eine Empore. Es ist noch eine originale Wurlitzer-Kinoorgel aus der Stummfilmzeit erhalten.

## Künstler
Zu den Künstlern, die im Paramount Theatre aufgetreten sind, zählen: Ella Fitzgerald, Marx Brothers, Pink Floyd, Queen, Grateful Dead, Madonna, Nirvana, Bob Marley und Prince.